# Bertmainius mysticus
Bertmainius mysticus is een spinnensoort in de familie Migidae. De wetenschappelijke naam van de soort werd voor het eerst geldig gepubliceerd in 2015 door Harvey, Main, Rix en Cooper.
De soort komt voor in Australië.